# Gaël Faye
Gaël Faye   (Bujumbura, 6 d'agost de 1982) és un cantautor, raper i escriptor ruandès-francès. Fill de pare francès i mare ruandesa, va emigrar a França a l'edat de 13 anys, escapant de la guerra civil de Burundi i del posterior genocidi ruandès del 1994. El 2016 va publicar una novel·la pseudobiogràfica sobre les seves experiències d'aquells temps, Petit país (Petit Pays), i des de llavors ha estat traduïda a 36 idiomes i ha guanyat diversos guardons atorgats a llibres en llengua francesa, com el Premi Fnac i el Premi Goncourt des Lycéens. Com a raper, va llançar el seu primer àlbum el 2013, Pili-pili sud un croissant au beurre, les cançons del qual tracten sobre la seva experiència com a exiliat a França. Va estudiar economia i finances i va treballar un parell d'anys en el sector financer a la City de Londres, però va tornar a França per dedicar-se de ple a l'escriptura i la música.

## Discografia

### Àlbums d'estudi
- 2013: Pili-Pili sur un croissant au beurre (Motown France)
- 2020: Lundi méchant (Excuse My French / Believe / AllPoints)

### EP
- 2017: Rythmes et botanique (Universal Music France)
- 2018: Des fleurs (Excuse My French / AllPoints / Believe)
- 2022: Mauve Jacaranda (Excuse My French / Naive)
- 2022: Éphémère (amb Grand Corps Malade i Ben Mazué)

## Obra literària
- 2016: Petit Pays. Publicada en català (Un país petit) per Grup 62, amb traducció de Mercè Ubach i Dorca.[6]
- 2024: Jacaranda. Premi Renaudot[7]